# Muzica tradițională săsească

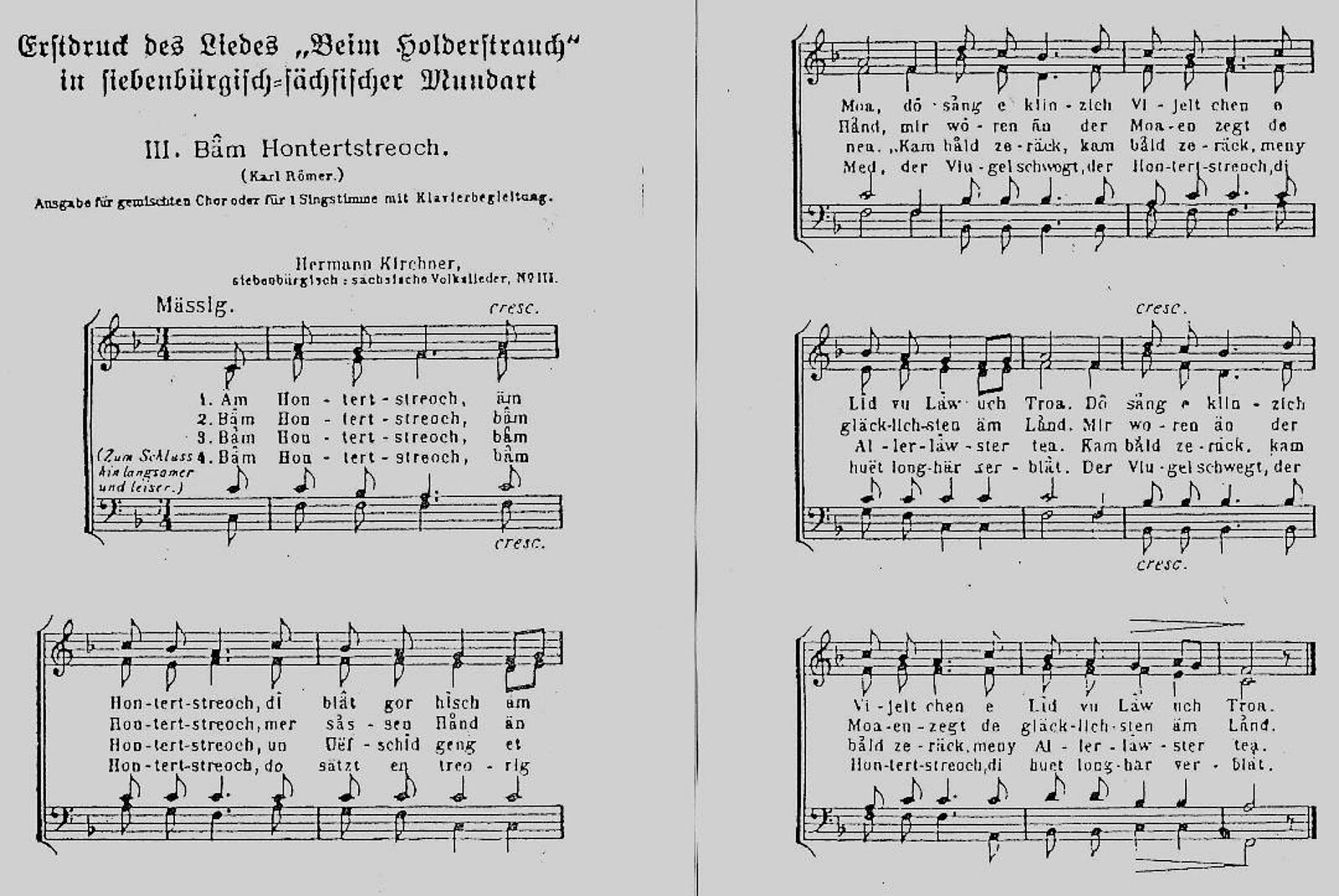
Bäm Honterstreoch (i.e., Sub crengi de soc), cântec popular romantic săsesc în dialectul săsesc

Muzica tradițională săsească reprezintă muzica tradițională și regională a sașilor din Transilvania, o minoritate de origine preponderent germană din România care face parte din grupul minoritar mai larg al germanilor din țară. Muzica tradițională săsească cuprinde teme despre natură, istorie și romantism. Cântece din folclorul sașilor din Transilvania au fost compuse atât în dialectul săsesc cât și în germana standard (i.e., limba germană literară sau Hochdeutsch). Unele cântece tradiționale săsești sunt acompaniate de dansuri tradiționale. În dialectul săsesc, cântecele tradiționale săsești sunt cunoscute ca Såksesch lider. Corul Casei de Cultură din Sighișoara (germană Schäßburg) este un cor cunoscut care a lansat un album de cântece tradiționale săsești în anul 1969 sub bagheta dirijorului Paul Schuller. Albumul a fost lansat de casa de discuri Electrecord.

## Ocazii festive și religioase
Muzica tradițională săsească este cântată cu fanfara la ocazii festive sau sărbători ale sașilor din Transilvania precum, cel mai notabil, săptămâna Haferland sau Kronenfest. Cel mai important cântec tradițional săsesc care este interpretat cu aceste ocazii este chiar imnul sașilor transilvani, mai precis Siebenbürgenlied (i.e., Cântecul Transilvaniei). Un cântec popular săsesc cu temă romantică (care reprezintă o elegie prin ultimele versuri ale acestuia) este Bäm Honterstreoch (Beim Holderstracuh în germană standard) cu versuri scrise de Carl Römer și instrumentație/muzică de Hermann Kirchner. Melodia a fost purtată în lume de la Richiș (germană Reichesdorf), județul Sibiu.